# Ovi (Nokia)
Ovi by Nokia (Ovi від Nokia) — бренд корпорації Nokia для позначення власних інтернет-сервісів. Слово «ovi» в перекладі з фінської означає «двері». Сервіси Ovi можуть використовуватися з мобільного телефона, з персонального комп'ютера або онлайн.
16 травня 2011 року Nokia повідомила про відмову від бренда Ovi з метою розвитку єдиного бренду Nokia. Ребрендинг продуктів і сервісів Ovi тривав з липня 2011 по грудень 2012 року.

## Історія
Ovi було анонсовано 29 серпня 2007 р. під час події Go Play в Лондоні. Публічна бета версія сервісу запущена 28 серпня 2008 р.
З лютого 2008 р. для користування сервісами Ovi використовується єдиний обліковий запис.
24 травня 2010 року Nokia повідомила про плани щодо інтеграції сервісів Ovi Maps, Ovi Mail та Ovi Chat з сервісами Yahoo!.
11 лютого 2011 року у «Листі до розробників…» Nokia заявила про плани щодо інтеграції ключових сервісів Ovi (Ovi Maps, «магазини додатків і контенту») з Windows Phone Marketplace (англ. «...with Microsoft Marketplace for Nokia Windows Phones»).

## Сервіси і програми

### Пошта Ovi
Користувачам сервісу Пошта Ovi (Ovi Mail, раніше Mail on Ovi) надається можливість безкоштовного створення та користування електронною поштовою скринькою вигляду «ім'я користувача@ovi.com», яка одночасно є ідентифікатором акаунта Ovi ID. Загальний обсяг збережених в акаунті повідомлень разом із вкладеннями становить 1 Гб. Сервіс має два режими швидкості з'єднання, адаптовані відповідно до швидкого 3G/Wi-Fi та повільного з'єднання. Окрім мобільних пристроїв на платформах Nokia Series 40 або Nokia S60, сервіс доступний в Інтернет за адресою https://mail.ovi.com/. Проект Ovi Mail запущено в грудні 2008 року. Тепер сервісом користуються понад 14 мільйонів користувачів у більш ніж 200 країнах світу, включаючи Індію, Індонезію, Мексику, Південно-Африканську Республіку, Росію та Україну. 24 травня 2010 року було повідомлено про інтеграцію сервісу з електронною поштою Yahoo!.

### Чат Ovi
Чат Ovi (Ovi Chat) — сервіс миттєвих повідомлень від Nokia, доступний на функціональних телефонах і смартфонах компанії, а також онлайн для власників Ovi ID. У листопаді 2010 року користувачі сервісу отримали можливість додавати до чату користувачів Yahoo! Messenger, а з лютого 2011 р. назва чату супроводжується текстом «powered by Yahoo!».

### Контакти Ovi
Контакти Ovi (Ovi Contacts) — засіб організації контактів Ovi. Користувачам доступна синхронізація контактів з мобільними пристроями Nokia.

### Nokia Store
Nokia Store, тоді відомого як Магазин Ovi (Ovi Store), було відкрито 26 травня 2009 р. 2011 року відбулося перейменування Ovi Store на Nokia Store, що пройшло в два етапи: 16 — 20 вересня було перейменовано сайт store.ovi.com, а 26 вересня вийшла тестова версія додатку Nokia Store, стабільна версія якого з 20 жовтня почала розповсюджуватися як оновлення до мобільного клієнта Ovi Store. 17 грудня 2014 року The Nokia Developer Team повідомила про початок процесу закриття сервісу Nokia Store з подальшою міграцією користувачів магазину та розробників додатків до Opera Mobile Store. 12 березня 2015 року Opera Software через власний Twitter-акаунт повідомила про припинення роботи сайту Nokia Store, який відтепер перенаправляє відвідувачів до сайту Opera Mobile Store.
Сервіс Nokia Store являв собою медіаплатформу із доступом до платного і безкоштовного мультимедійного контенту, програм, ігор та інших сервісів. В Ovi Store публікувалися програми для платформ Java ME, Qt, Symbian, Maemo, Flash Lite для S60 і Series 40, віджети Web RunTime та теми оформлення. Також публікується мультимедіа контент: аудіо, відео, рінґтони та шпалери. Із запуском Nokia X Software Platform, що відбувся 24 лютого 2014 року, для неї через магазин стало можливим розповсюджувати додатки Android.
В країнах, де була доступна платна версія магазину, оплата комерційного програмного забезпечення і мультимедійного контенту здійснювалася кредитною карткою. Станом на 26 травня 2009 р. для Австрії, Німеччини, Ірландії, Італії, Росії, Сингапуру та Великої Британії була присутня можливість оплати через операторів зв'язку.

#### Ovi App Wizard
У травні 2010 р. запущено сервіс Ovi App Wizard призначений для безкоштовного створення і подальшого розміщення у Магазині Ovi додатків, що базуються на RSS або Atom-каналах. Сервіс локалізовано англійською, арабською, іспанською, італійською, китайською та російською мовами. Станом на 16 травня 2011 р. сервіс знаходиться у стадії beta.

### N-Gage
Ігрова платформа N-Gage, доступна на деяких смартфонах Nokia S60, стала частиною сервісів Ovi. Платформа працювала з 5 лютого 2008 р. до кінця 2010 року (з вересня — в обмеженому режимі), після чого була закрита. Користувачам запропоновано Магазин Ovi як нову інтегровану платформу.

### Музика Ovi
Музика Ovi (Ovi Music) об'єднує музичні програми та сервіси Nokia: Ovi Music Store, Ovi Music Unlimited та Nokia Ovi Player.

#### Музичний магазин Ovi
Музичний магазин Ovi (Ovi Music Store) — музичний каталог, користувачі якого мають можливість придбати наявні музичні треки. Раніше був відомий під назвою Nokia Music Store, в числі перших увійшов до числа сервісів Ovi. У листопаді 2009 р. сервіс було запущено в Росії, вперше без DRM. У лютому 2010 року Nokia озвучила плани щодо перейменування сервісу в Ovi Music Store та відмову від DRM в інших країнах, починаючи з Індії.

#### Ovi Music Unlimited
Ovi Music Unlimited (раніше Comes With Music) — сервіс, що дає необмежений доступ до вмісту каталогу Ovi Music Store терміном на 1 рік для власників сумісних з Ovi Music Unlimited пристроїв. На відміну від придбання музики в Ovi Music Store, послуга Ovi Music Unlimited передбачає доступ до музики, захищеної DRM (передача музики дозволяється лише між пристроями, сумісними з Ovi Music Unlimited). У лютому 2009 р. Nokia озвучила плани щодо надання через послугу Comes With Music музики без DRM. 29 березня 2010 р. назву сервісу Comes With Mucic замінено на Ovi Music Unlimited. На початку квітня 2010 р. анонсовано надання сервісу без DRM у Китаї. 17 січня 2011 р. Nokia повідомила про припинення сервісу у більшості країн, за винятком Китаю, Індії, Індонезії (де діятиме абонемент на 12 місяців), а також у Туреччині, Бразилії та Південно-Африканській Республіці (де діятиме абонемент на 6 місяців).

#### Nokia Ovi Player
Nokia Ovi Player — програма для управління музикою на ПК та її передачі на мобільні пристрої Nokia. Серед можливостей програвача — купівля музики з Ovi Music Store, імпорт та запис музики з/на CD, передача музики на сумісні з технологією Media Transfer Protocol пристрої. До 12 листопада 2009 р. мав назву Nokia Music.

### Обмін в Ovi
Сервіс Обмін в Ovi (Ovi Share, раніше Share on Ovi) дозволяє завантажити необмежену кількість фото і відео (розмір файлу обмежений 100 Мб, підтримується понад 100 форматів) за допомогою клієнта Share Online на мобільному пристрої або через E-mail. Раніше відомий як Twango, сервіс був придбаний компанією Nokia 24 липня 2009 і з лютого 2008 р. носить назву Share on Ovi. У грудні 2008 р. користувачі сервісу отримали можливість використовуючи спільний обліковий запис Ovi. 11 березня 2009 р. було повідомлено про інтеграцію Ovi Share з сервісом Qik.На виставці Mobile World Congress 2009 Nokia заявила про припинення інвестицій в розвиток сервісу.

### Файли Ovi
Сервіс Файли Ovi (Ovi Files) дозволяв обмінюватися файлами і зберігати на порталі Ovi до 10 Гб інформації, а також відкривати доступ до файлів на ПК з мобільного пристрою. Раніше відомий як Access 'n Share, сервіс був запущений у 2005 р. і придбаний Nokia у складі компанії Avvenu Incorporated 4 грудня 2007 р. З 3 липня 2008 р. носить назву Ovi Files. У липні наступного року сервіс став безкоштовним. Сервіс було закрито в період з 1 по 15 жовтня 2010 р., користувачам було запропоновано видалити допоміжну програму Ovi Files Connector з ПК.

### Ovi Sync
Сервіс Ovi Sync — це засіб синхронізації записів із записника, контакти та вміст календаря мобільного пристрою, що здійснюється як за допомогою Ovi Suite (програми для ПК), так і з мобільного пристрою Nokia (за наявності доступу до Інтернету). Запуск сервісу відбувся 28 серпня 2008 р.

### Nokia Ovi Suite
Nokia Ovi Suite — безкоштовна програма для Windows, яке дозволяє синхронізувати вміст телефону Nokia та комп'ютера. Програма є заміною Nokia PC Suite і містить функції програм «Фотографії» Nokia, «Оновлення ПЗ Nokia» та Nokia Map Loader. Реліз версії 1.0 програми для платформи Microsoft Windows відбувся 28 серпня 2008 року, також запланована версія для Mac OS X.

### Ovi Calendar
Ovi Calendar — календар та органайзер з можливістю створення завдань і заміток, планування подій та колективної роботи Сервіс доступний онлайн та на смартфонах компанії. Онлайн версія припинила роботу 31 серпня 2011 р.

### Карти Ovi
Карти Ovi (Ovi Maps) — картографічний сервіс, що включає функції пішохідної та автомобільної навігації, покроковий голосовий супровід для 74 країн на 46 мовах, інформацію про стан руху для більш ніж 10 країн, а також детальні карти для більш ніж 180 країн. Раніше відомий як smart2go, сервіс був придбаний компанією Nokia у складі компанії Gate5 12 жовтня 2006 і згодом випущений безкоштовно та перейменований на Nokia Maps. 10 липня 2008 Nokia придбала компанію NAVTEQ з метою інтеграції розробок компанії до Nokia Maps. У грудні 2008 року сервіс став частиною Ovi, отримавши теперішню назву. 20 травня 2009 р. під час події Where 2.0 в Сан-Хосе Nokia представила Ovi Maps Player API, що дозволяє веброзробникам вбудувати Ovi Maps у вебсайти за допомогою JavaScript. З 21 січня 2010 р. сервіси автомобільної та пішохідної покрокової навігації на смартфонах Nokia є безкоштовними. До цього сервіс покрокової навігації коштував приблизно 70 євро за 1 рік чи приблизно 9 євро за 1 місяць користування.

#### Nokia Drive
Nokia Drive (раніше Ovi Drive) — додаток, що входить до складу смартфону Nokia N9. Призначений для навігації (в тому числі голосової) під час пересування автомобілем. Доступний у понад 90 країнах світу.

#### Ovi Prime Place
Ovi Prime Place — безкоштовний сервіс для власників бізнесу, що дозволяє додавати та редагувати інформацію про бізнес для сервісу Ovi Maps. Станом на 27 лютого 2011 р. Ovi Prime Place доступний в Австралії, Австрії, Бразилії, Великій Британії, Канаді, Ірландії, Італії, Іспанії, Новій Зеландії, ПАР, Португалії, Сингапурі, США, Таїланді та Фінляндії.

### Браузер Ovi
Браузер Ovi (Ovi Browser) — веббраузер для телефонів на платформі Series 40. Перша бета-версія була представлена
28 лютого 2010 р.. Браузер локалізований 85 мовами, підтримує стиснення сторінок, автозаповнення URL і форм, закладки. Додаток також інтегрований з пошуковими системами Yahoo!, Google, Bing та сервісами Twitter, Orkut, Yahoo!, Amazon, Photobucket.

## Сервіси Ovi в Україні
З 8 вересня 2009 року доступні в Україні такі сервіси Ovi як Магазин Ovi, Обмін в Ovi, Файли Ovi, Контакти Ovi, Пошта Ovi, Карти Ovi. З моменту запуску Карти Ovi, карти для України оновлювалися 4 рази (кінець 2009, 1 квітня 2010, на початку липня 2010, в жовтні 2010 р.). Станом на жовтень 2010 р. вміст платформи N-Gage був доступний для оплати кредитними картками. 14 січня 2011 року ЗМІ повідомили про запуск для України платної версії Магазину Ovi. Офіційний запуск платної версії магазину відбувся 1 березня. Оплата комерційного програмного забезпечення і мультимедійного контенту магазину здійснюється за допомогою банківських карток таких платіжних систем як Visa, MasterCard, American Express, Diners Club та JCB. З 29 березня 2011 р. надано доступ до додатку Браузер Ovi.
Плануються до запуску сервіси Музичний магазин Ovi та Comes With Musicа.